# Megerlia acrura
Megerlia acrura är en armfotingsart som beskrevs av Norton Hiller 1986. Megerlia acrura ingår i släktet Megerlia och familjen Kraussinidae. Inga underarter finns listade i Catalogue of Life.